# Rýžovník šedý
Rýžovník šedý (Lonchura oryzivora) je drobný, exotický pták, často chovaný jako okrasný. Jedná se o druh, který je zařazen v čeledi astrildovití v rodu Lonchura, někdy stále řazen do rodu Padda (rýžovník). Původní areál rozšíření zahrnuje ostrovy Jáva a Bali, vlivem introdukce člověkem můžeme nyní nalézt zdivočelé populace rýžovníka šedého např. na Havajských ostrovech, v Japonsku nebo v celé řadě zemí v jihovýchodní Asii. Rýžovník šedý ovšem v přírodě drasticky ubývá. Jedná se o ptáky, kteří se živí semeny trav, rýží, bobulemi a příležitostně i malým hmyzem. Známým chovatelem těchto ptáků byl třeba francouzský přírodovědec Vieillot.

## Taxonomie

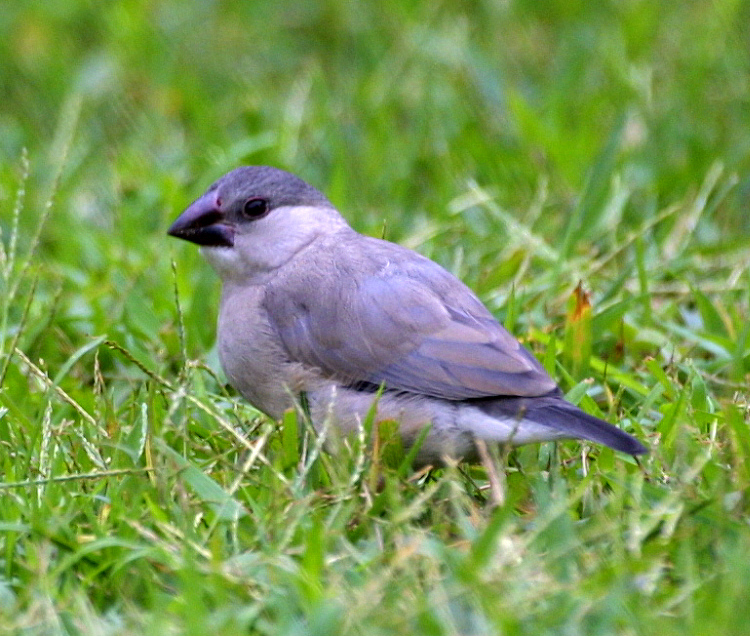
Mládě na Havaji

Rýžovníka šedého známe v Evropě poměrně dlouho, jelikož ho popsal již Linné, to by znamenalo, že tu rýžovníci byli již v době před rokem 1758. Právě tohoto roku je ale Linnaeus popsal a učinil tak v 10. vydání své knihy Systema Naturae, kde rýžovníka šedého nazval Loxia oryzivora. Jako původ vzorků je uvedena Jáva. Tehdy se jednalo o ptáky velmi rozšířené po celé jihovýchodní Asii, především ale byli rozšíření na indonéských ostrovech, jako je právě Jáva nebo Bali.

## Popis
Rýžovníci šedí jsou asi 15–17 cm dlouzí ptáci, s mírně zavalitým tělem a silnější tělesnou konstrukcí. Při hodnocení se nejvíce sleduje typ a postava, dále se hodnotí i barva, kresba, křídla, ocas, zobák a nohy. Nejedná se o příliš pestré ptáky a pohlavní dimorfismus je velmi nevýrazný. Jedním z mála faktorů, podle kterých můžeme rozeznat samici od samce je zobák. Samci mají obecně trochu mohutnější a delší zobák. Co se zbarvení týče, pak je dobré vědět, že existuje více možných zbarvení, přičemž nejrozšířenější je to, které nazýváme „přírodní“. Existují i různé mutace, například čistě bílí jedinci nebo plaví jedinci. Křížením čistě bílých jedinců s přírodními získáme rýžovníky straky.
Typické volání je chipchipchipchipchipchip.

## Výskyt

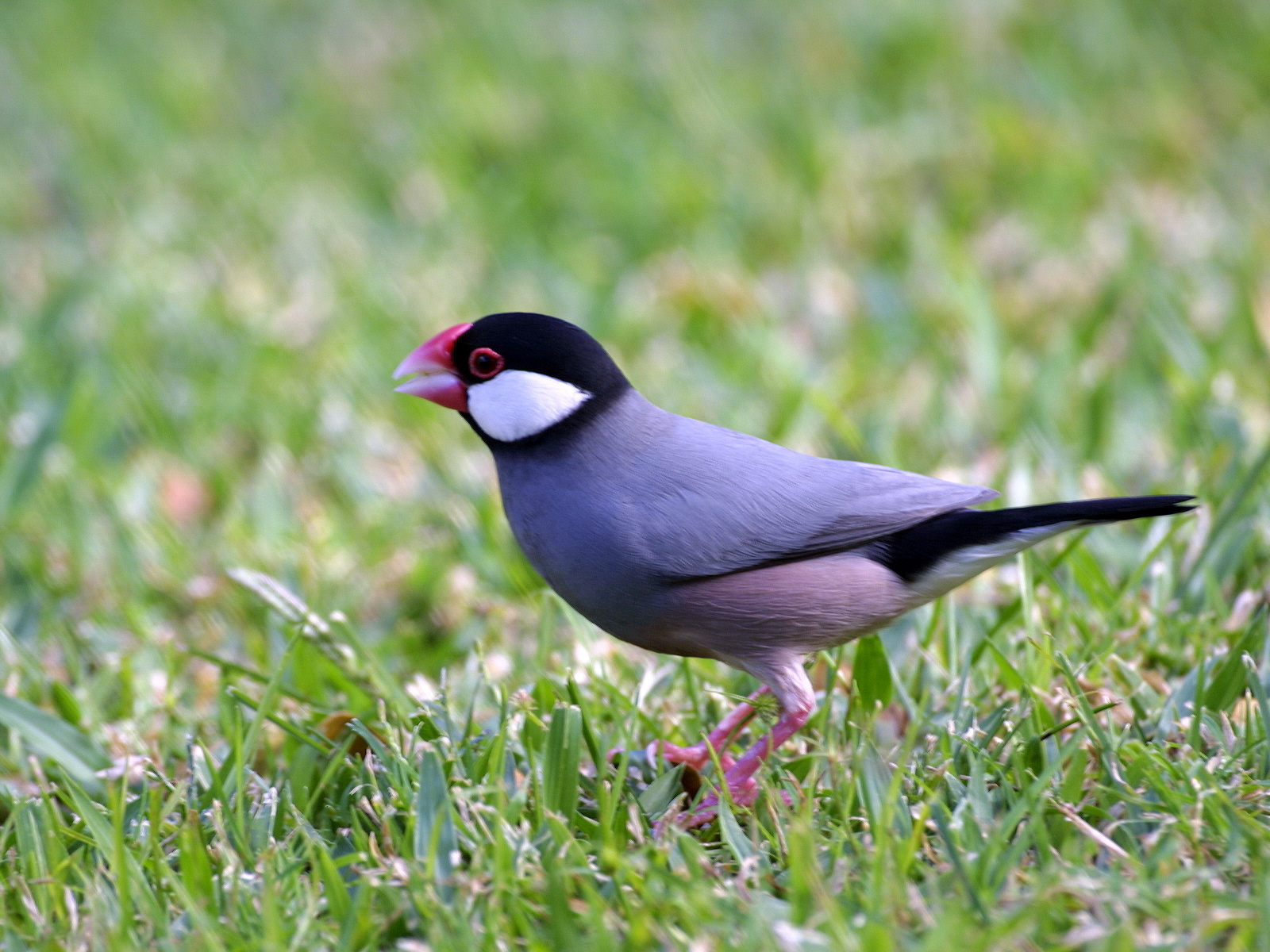
Dospělý pták na Havaji

Rýžovník šedý se vyskytuje na ostrovech Indonésie (Jáva, Bali, Bawean...), ale najdeme je také na Havaji nebo Srí Lance. Vyhovují jim zemědělské oblasti s vodními toky nebo lesy, poblíž kterých se drží. Úmyslně se zdržují v blízkosti lidí, hlavně jejich polí, kde mají dostatek potravy. Tento druh se nenazývá "rýžovník" jen tak, skutečně se živí hlavně rýží, která se na místních polích pěstuje již odnepaměti. Přestože zemědělské oblasti jsou pro ne plné potravy, jejich domovem jsou i předměstí a blízké okolí velkoměst jako jsou Kalkata, Madras nebo Colombo. Sdružují se do menších skupin.

## Ohrožení
Populace rýžovníků šedých ve volné přírodě rychle klesá a to i v areálu sekundárního rozšíření. Při recentním průzkumu bylo na Jávě nalezeno pouze 109 ptáků. Přestože ještě před rokem 1800 bychom je potkávali běžně i mimo jihovýchodní Asii, dnes je i zde potkáváme málo. Za takový úbytek populace mohou především lidé; ubývá území vhodného pro rýžovníky, jsou odchytáváni na objednávky, ale hlavně jsou zabíjeni jako škůdci na úrodě. Proto jej IUCN řadí jako zranitelný druh (VU).

## Chov

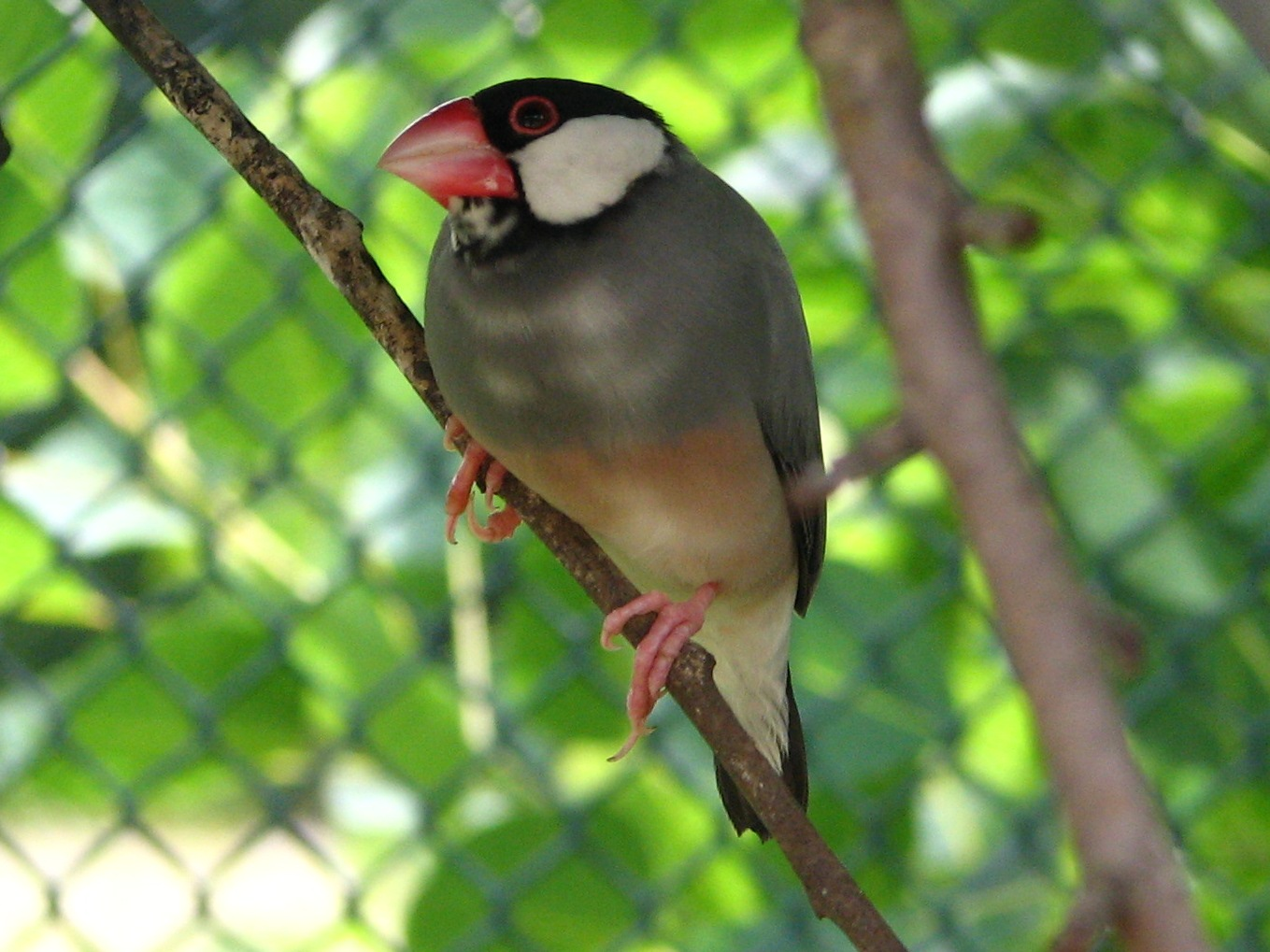
Rýžovník šedý u chovatele z Častolovic (Česko)

V Česku lze koupit rýžovníky šedé za poměrně únosnou cenu; do 200 Kč. Náročnější chovatelé mohou (o něco dráže) koupit ptáky ze zahraničních chovů. V tom případě je nutné podotknout, že dobré chovy má třeba Nizozemsko nebo Německo.
Hodí se spíše pro klecový, než pro voliérový chov. Klec by měla být dostatečně prostorná, v závislosti na tom, kolik ptáků ji bude obývat. Rýžovníci obecně dobře vycházejí s jinými ptáky a proto je vhodné umístit je do jedné společné klece, i když je nutností v době hnízdění jednotlivé páry oddělit.
Rýžovníky šedé je vhodné krmit rýží, samozřejmě musí být jen naklíčená nebo neloupaná. K rýži je vhodné přidávat i proso a lesknici, pokud k tomu ale nemá chovatel přístup, je vhodné zvolit směs pro exotické ptáky, pokud možno, tak speciálně pro ty z čeledi astrildovití. Výjimečně, například v období hnízdění, je dobré do krmení přidat i nějaký hmyz.